# Dicranomyia sordidipennis
Dicranomyia sordidipennis är en tvåvingeart som först beskrevs av Alexander 1940.  Dicranomyia sordidipennis ingår i släktet Dicranomyia och familjen småharkrankar. Inga underarter finns listade i Catalogue of Life.